# Hibotep
 (août 2022).
Si vous disposez d'ouvrages ou d'articles de référence ou si vous connaissez des sites web de qualité traitant du thème abordé ici, merci de compléter l'article en donnant les références utiles à sa vérifiabilité et en les liant à la section « Notes et références ».
Hibotep, pseudonyme de Hibo Elmi, née le 15 août 1992 à Addis-Abeba, est une DJ éthiopienne.

## Biographie
Les parents de Hibotep sont d'origine somalienne. Née et élevée en Éthiopie, elle vit ensuite à Kampala, en Ouganda, où elle déménage pour renouer avec sa sœur jumelle, Hoden, également DJ qui porte le nom de Houdini.  
Hibotep est, entre autres, DJ, cinéaste, styliste, artiste d’installation, rappeuse et productrice. Dans ses DJ sets, trap, hip-hop, house et autres genres comme le twarab du Kenya ou le gnaoua du Maroc, s’entrechoquent pour créer un collage contemporain vibrant.  
Présente sur Boiler Room, la radio NTS et le Pan African Music magazine, elle s’est produite au Nyege Nyege Festival, au Sónar à Barcelone, à l'Insomnia Festival de Tromsø ou à la Gaîté-Lyrique à Paris. 
Elle collabore étroitement avec la maison d'édition du Festival Week-end au bord de l'eau et le label Les Disques du bord de l'eau, avec lesquels elle a collaboré sur plusieurs EP, notamment avec le producteur Titoffee, et a même créé avec lui le label Kukaata Records, consacré aux musiques de l'Afrique de l'Est.

## Divers
Le 5 décembre 2017, le magazine Resident Advisor la cite comme l'une des artistes les plus influentes de l'Afrique de l'Est. 